# Richard Knolles
Richard Knolles (vers 1545 - juillet 1610) est un historien et traducteur anglais, connu pour son récit historique de l'Empire ottoman, la première description majeure en anglais.

## Biographie
Originaire du Northamptonshire, Knolles est né dans les années 1540, probablement à Cold Ashby. Il fait ses études au Lincoln College d'Oxford, où il obtient un BA en janvier 1565. Knolles devient alors Fellow du Lincoln College et y obtient sa maîtrise en juillet 1570. Quelque temps après 1571, il quitte Oxford pour devenir directeur d'un lycée à Sandwich, Kent, fondé par Sir Roger Manwood vers 1563 .
Après la mort de Manwood en 1592, son fils, Sir Peter, devient le patron professionnel et littéraire de Knolles et l'encourage à écrire .
Knolles meurt à Sandwich en juillet 1610 et est enterré dans l'église St Mary .

## Œuvres
En 1603, Knolles publie son Histoire générale des Turcs, dont plusieurs éditions paraissent par la suite, parmi lesquelles l'édition de Paul Rycaut (1700). L'édition de Rycaut comprend son récit de son séjour à Constantinople en tant que secrétaire de l'ambassadeur d'Angleterre. Alors que le sujet des Turcs est très populaire à l'époque où Knolles écrit, avec environ 1 000 ouvrages sur les Turcs publiés en Europe entre 1501 et 1550 , l'histoire de Knolles est la première chronique des aspects militaires et politiques de l'Empire ottoman à écrire en anglais. Les histoires précédentes n'étaient disponibles qu'en latin et n'étaient donc pas largement diffusées.
Knolles publie également une traduction composite des Six livres de la République de Jean Bodin en 1606, sous le titre Les Six Bookes d'un Commonwealth. Il est basé à la fois sur les versions française et latine du texte de Bodin et est dédié à Sir Peter Manwood.
Il achève une traduction du latin de Britannia de William Camden, que l'on disait « très estimée » par Camden, mais qui n'est jamais publiée. Le manuscrit est conservé à la Bibliothèque Bodléienne d'Oxford .